# VfL Bochum
VfL Bochum (Verein für Leibesübungen Bochum 1848 Fußballgemeinschaft e.V.) é uma agremiação esportiva sediada em Bochum, na Alemanha, fundada a 26 de julho de 1848, como clube social, e oficializado como time de futebol em 1938, exatamente noventa anos depois.

## História
A associação foi fundada a 26 de julho de 1848 quando um artigo no Märkischer Sprecher, um jornal local, promovia a criação de um clube de ginástica. Por conta disso, é uma das mais antigas sociedades esportivas da Alemanha. O Bochumer Turnverein foi constituído oficialmente em 18 de fevereiro de 1849 para depois se dissolver em 1852. Renasce em 1860 com o mesmo nome. Foi renomeado TV Bochum 1848, em 1904, tornando-se sociedade futebolística a 30 de novembro de 1911. Depois da fusão com o SuS Bochum, em 1919, dando vida ao TuS 48 Bochum, em 1924 volta ao nome originário de TV Bochum 1848. Assume a denominação atual a 15 de abril de 1938, após a fusão com o 'TuS 1908 e o SV Germania 1906 Bochum.
O clube participou de todas as edições da Bundesliga até 1995, mas depois sofreu vários rebaixamentos para a Zweite Bundesliga, alternando com êxitos, como em 1997 e 2004, ocasião em que o quinto lugar na primeira divisão lhe deu o direito de disputar a Taça UEFA.

## Títulos
| Nacionais | Nacionais     | Nacionais | Nacionais                          |
|           | Competição    | Títulos   | Temporadas                         |
| --------- | ------------- | --------- | ---------------------------------- |
|           | 2. Bundesliga | 4         | 1993–94, 1995–96, 2005–06, 2020–21 |

### Outras campanhas em destaque
- DFB-Pokal finalista: 1967–68, 1987–88
- Fußball-Bundesliga Taça UEFA qualificação: 1996–97 (5°), 2003–04 (5°)
- Artilharia da Bundesliga: 1985–86 (Stefan Kuntz, 22 gols), 2002–03 (Thomas Christiansen, 21 gols (com Giovane Elber), 2006–07 (Theofanis Gekas, 20 gols)
- Promovido para a Bundesliga: 1970–71 1° Regionalliga West, (1° promovido Grupo 1), 1993–94 2. Fußball-Bundesliga (1°), 1995–96, 2. Fußball-Bundesliga (1°), 1999–2000, 2. Fußball-Bundesliga (2°), 2001–02, 2. Fußball-Bundesliga (3°), 2005–06, 2. Fußball-Bundesliga (1°)
- Artilharia da 2. Fußball-Bundesliga: 1993–94 (Uwe Wegmann, 22 gols)
- Campeão da Regionalliga West: 1969–70, 1970–71

### Categorias de base
- Campeão alemão Sub-19
  - Vencedor: 1969
  - Vice-campeão: 2004, 2005
- Campeão Alemão Sub-17
  - Vencedor: 1985
- Campeão Sub-19 da Bundesliga
  - Vencedor: 2004, 2005

## Elenco atual
Atualizado em 04 de novembro de 2024.

## Uniformes
Uniformes do VfL Bochum